# 特斯科特 (堪薩斯州)
特斯科特（英語：Tescott）是一個位於美國堪薩斯州渥太華縣的城市。

## 地方資料
根據2020年美國人口普查的數據，特斯科特的面積為1.00平方千米，當中陸地面積為1.00平方千米，而水域面積為0.00平方千米。當地共有人口265人，而人口密度為每平方千米265人。